# 698

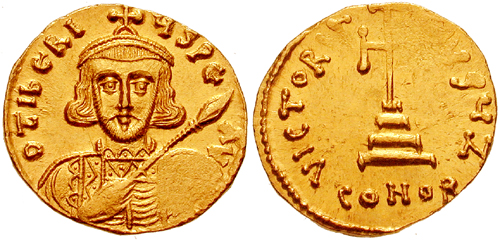
Keizer Tiberios II (698-705)

Het jaar 698 is het 98e jaar in de 7e eeuw volgens de christelijke jaartelling.

## Gebeurtenissen

### Byzantijnse Rijk
- Keizer Leontios II wordt in Constantinopel afgezet en naar een klooster verbannen. Tiberios II komt aan de macht en wordt keizer van het Byzantijnse Rijk.
- Het Exarchaat van Afrika wordt door de Arabieren veroverd. Carthago wordt definitief ingenomen en het Byzantijnse territorium gereduceerd tot een fractie.

### Azië
- Keizerin Wu Zetian begint in het Chinese Rijk met een christenvervolging, die een zware slag toebrengt aan de Nestoriaanse Kerk. (waarschijnlijke datum)
- Het koninkrijk Xhieng Khuang in Laos wordt gesticht. (waarschijnlijke datum)

## Religie
- Willibrord, Engelse monnik uit Northumbria, sticht de abdij van Echternach (huidige Luxemburg).

## Overleden
- Bertuinus, Angelsaksisch abt (waarschijnlijke datum)